# Discorsopagurus cavicola
Discorsopagurus cavicola is een tienpotigensoort uit de familie van de Paguridae. De wetenschappelijke naam van de soort is voor het eerst geldig gepubliceerd in 1996 door Komai & Takeda.